# 岸俊男
岸 俊男（きし としお、1920年9月15日 - 1987年1月21日）は、日本史学者、京都大学名誉教授、専門は日本古代史。

## 経歴
1920年、古社寺修理技師・岸熊吉の子として京都市上京区に生まれ、直後に父の仕事の都合で奈良市に移り、以後生涯の拠点であった。奈良県立奈良中学校・第三高等学校を経て、京都帝国大学文学部史学科に入るが、学徒動員によって満足に学業に打ち込めないまま、1944年9月に卒業。直後に再度召集を受けて海軍少尉となった。敗戦後に京都帝国大学大学院生として学業復帰を認められ、復学した。
1946年9月、京都帝国大学助手に採用された。1951年、奈良女子大学文学部講師となり、1953年に助教授昇格。1955年に母校・京都大学の教養部助教授となった。1958年、教養部から文学部（国史学科）に所属を異動。1967年、京都大学にて文学博士号を取得。1969年、文学部教授に昇格。1984年に京都大学を定年退官し、名誉教授となった。その後は奈良県立橿原考古学研究所所長を務めた。1987年、入院先の奈良県立医科大学附属病院にて閉塞性黄疸によって死去。

## 研究内容・業績
古代宮都、金石文、木簡などを調査し、藤原京の都市構造や稲荷山古墳出土の金錯銘鉄剣銘の研究で知られる。実証性を重んじた研究で多くの論文を発表、井上光貞と共に当時の歴史学界を代表した。

## 著作
著書
- 『日本古代政治史研究』塙書房 1966
- 『藤原仲麻呂』吉川弘文館（人物叢書）1969
- 『日本古代籍帳の研究』塙書房 1973
- 『宮都と木簡 よみがえる古代史』吉川弘文館 1977
- 『光明皇后 天平に宝相華の花開く』（日本を創った人びと）平凡社 1979
- 『遺跡・遺物と古代史学』吉川弘文館 1980
- 『日本の古代宮都』NHKサービスセンター（NHK大学講座）1981
- 『古代宮都の探究』塙書房 1984
- 『日本古代文物の研究』塙書房 1988
- 『日本古代宮都の研究』岩波書店 1988
- 『古代史からみた万葉歌』学生社 1991
- 『日本の古代宮都』岩波書店 1993

編著
- 『中国の都城遺跡 日本都城制の源流を探る 中国都城制研究学術友好訪中団報告記録』同朋舎出版 1982
- 『中国江南の都城遺跡 日本都城制の源流を探る 中国都城制研究学術友好訪中団報告記録』同朋舎出版 1985
- 『王権をめぐる戦い』(日本の古代 第6巻) 中央公論社 1986（のち中公文庫）
- 『まつりごとの展開』(日本の古代 第7巻) 中央公論社 1986
- 『都城の生態』(日本の古代 第9巻) 中央公論社 1987
- 『中国山東山西の都城遺跡』 同朋舎出版 1988
- 『ことばと文字』(日本の古代 第14巻) 中央公論社 1988
- 『 古代国家と日本』(日本の古代 第15巻) 中央公論社 1988

記念論集
- 日本政治社会史研究 全三巻 岸俊男教授退官記念会 塙書房 1984－85

## 参考資料
- 狩野久「岸俊男」（『国史大辞典 15』（吉川弘文館、1996年）ISBN 978-4-642-00515-9）
- 鎌田元一「<訃報>本会元理事長 岸俊男博士訃」『史林』第70巻第2号、史学研究会 (京都大学文学部内)、1987年3月、320-321頁、CRID 1390572174799663232、doi:10.14989/shirin_70_320、hdl:2433/238918、ISSN 0386-9369。